# Edna Auzier
Edna Auzier (Santana, 6 de janeiro de 1973) é uma empresária e política brasileira. Filiada ao PSD, foi vereadora de Macapá e atualmente é deputada estadual pelo estado do Amapá.
É casada com o ex-deputado estadual Eider Pena (PDT).

## Carreira política
Começou a carreira política ao ser eleita vereadora de Macapá pela primeira vez em 2012. Obteve 3.544 votos em 2012, sendo pelo PDT.
Foi eleita deputada estadual pelo PROS em 2014. Obteve 5.058 votos em 2014 (1,35% do total de votos). Foi reeleita em 2018 pelo PSD com 6.632 votos, sendo a quarta deputada estadual mais votada.